# Pilatus PC-8D Twin Porter
Пілатус PC-8D (англ. Pilatus PC-8D Twin Porter) — швейцарський легкий багатоцільовий літак, розроблений швейцарською фірмою Pilatus. Роботи над літаком були розпочаті в 1966 році. Новий літак являв собою модифікований PC-6 Porter під установку двох двигунів Lycoming IO-540-GIB потужністю 290 к. с. (220 кВт).
Прототип літака PC-8D (реєстраційний код HB-КОА) вперше злетів 28 листопада 1967 року. Після року випробувань літак так і не змогли довести до необхідних характеристик (швидкість і дальність лише незначно переважали серійний PC-6) і в січні 1969 року проект закрили.

## Модифікація РС-8D
- Розмах крила, м 15,60
- Довжина літака, м 10,50
- Висота літака, м 3,60
- Площа крила, м2 32,40
- Маса, кг 
  - порожнього спорядженого літака 1550
  - максимальна злітна 2770
- Тип двигуна-2 ПД Lycoming IO-540 -GIB
- Потужність, к. с. 2 х 290
- Максимальна швидкість, км/год 260
- Крейсерська швидкість, км/год 230
- Практична дальність, км 1100
- Практична стеля, м 5500
- Екіпаж, чол 1
- Корисне навантаження: 9 пасажирів